# Laurine van Riessen

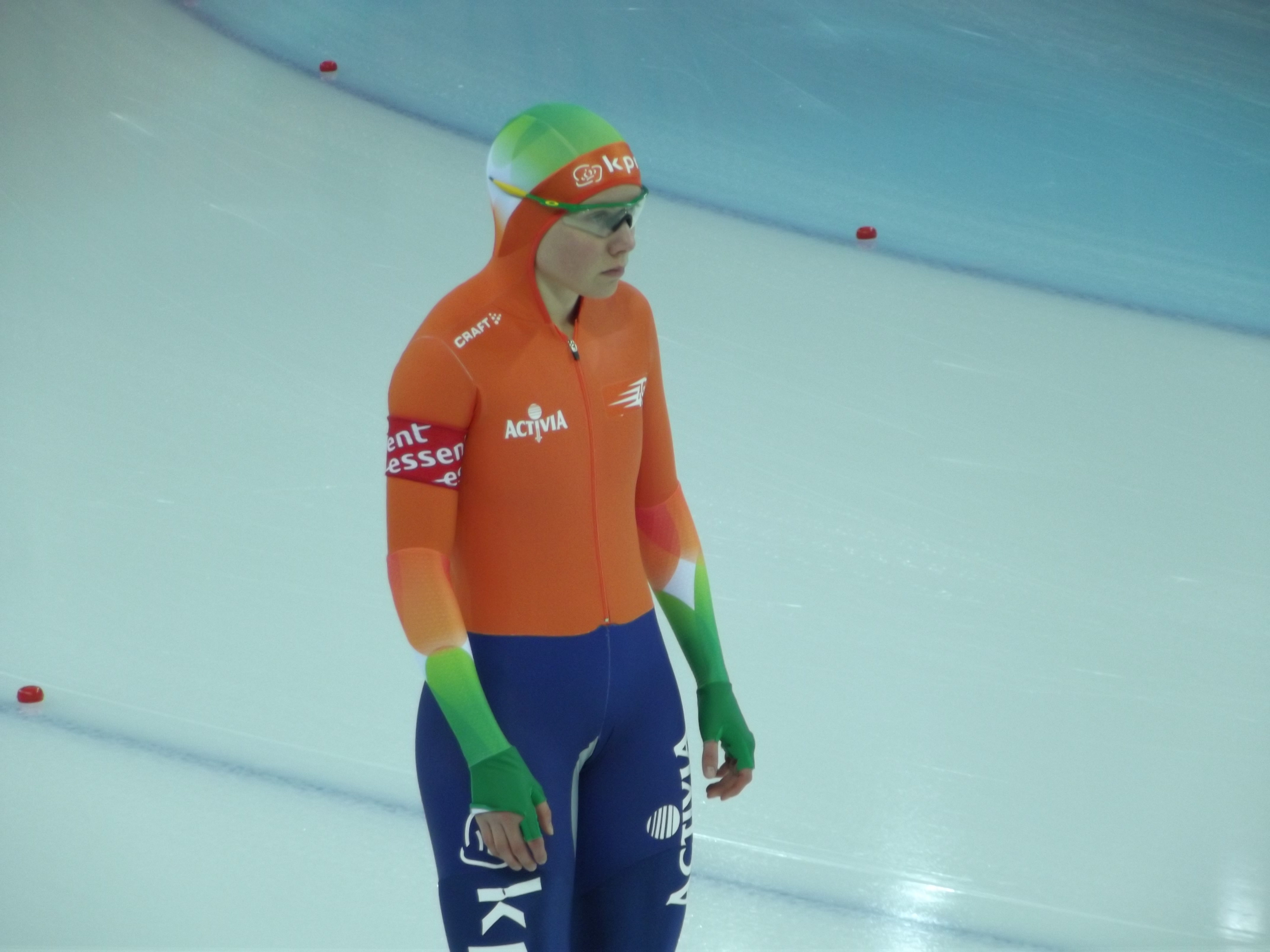
Laurine van Riessen lors d'une manche de Coupe du monde à Sotchi en 2013.

Laurine van Riessen, née le 10 août 1987 à Leyde, est une patineuse de vitesse et coureuse cycliste néerlandaise. En patinage de vitesse, elle obtient une médaille de bronze sur le 1 000 mètres aux Jeux olympiques de 2010. Depuis 2015, elle se concentre sur une carrière en cyclisme sur piste.

## Biographie

### Cyclisme sur piste

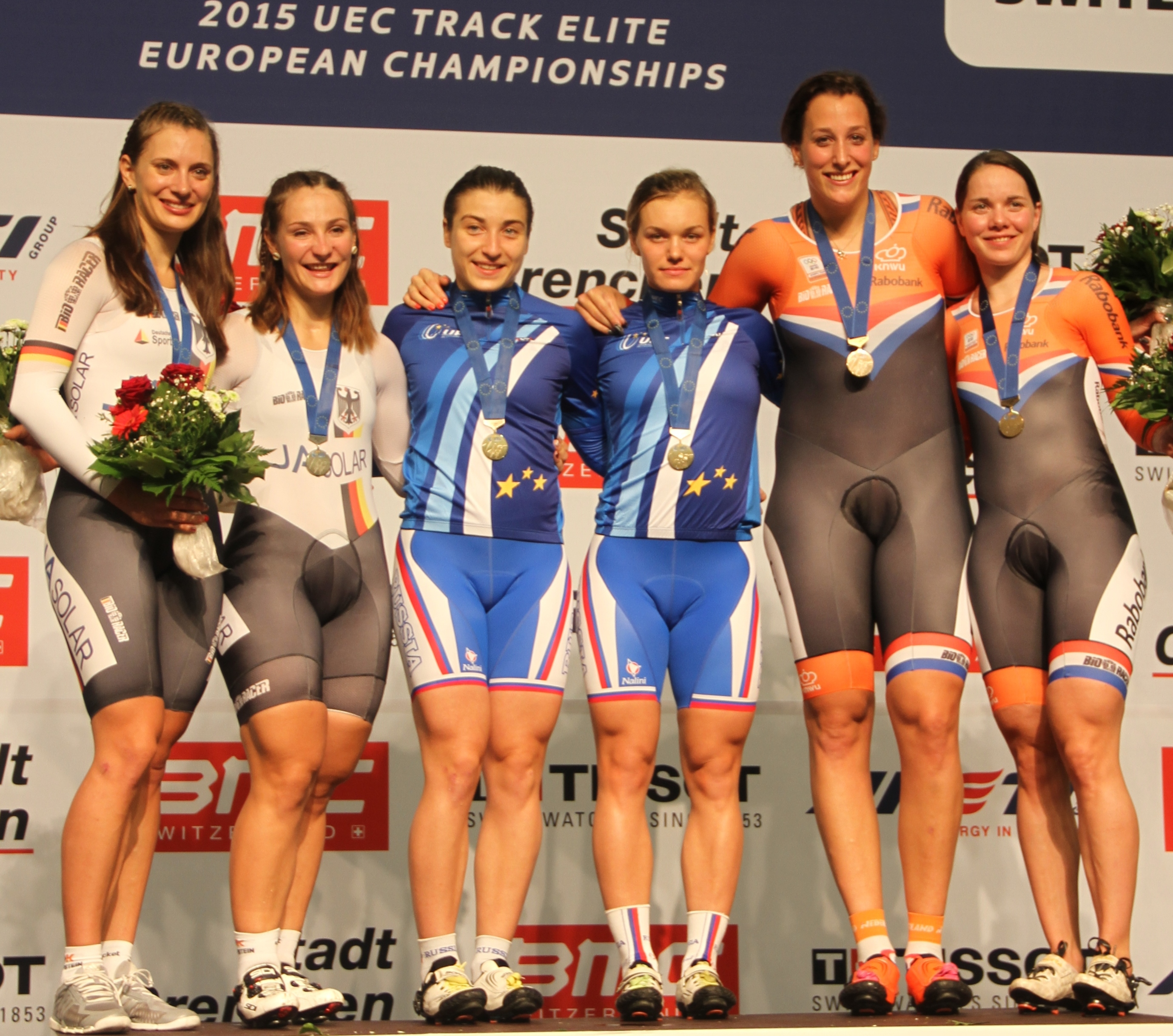
Laurine van Riessen (à droite), lors des championnats d'Europe sur piste 2015.

En 2014, van Riessen annonce qu'elle va dorénavant combiner ses activités en tant que patineuse de vitesse avec des courses en cyclisme sur piste. Son but est de prendre part aux Jeux Olympiques d'été à Rio de Janeiro. En mars 2015, son contrat n'est pas renouvelé avec son précédente équipe de patinage de vitesse Lotto-Jumbo. Depuis lors, le vélo est sa seule priorité. Après une participation réussie à la course sur piste aux États-Unis, elle participe en octobre 2015 aux Championnats d'Europe sur piste en Suisse à Grenchen. Elle remporte avec Elis Ligtlee le bronze en vitesse par équipes. Fin décembre 2015, elle devient triple championne des Pays-Bas en vitesse individuelle, keirin et 500 mètres contre-la-montre.
En 2016, elle est sélectionnée pour participer aux compétitions sur piste aux Jeux olympiques de Rio de Janeiro. Elle termine neuvième du keirin et 15e de la vitesse individuelle. Avec Elis Ligtlee, elle se classe cinquième de la vitesse par équipes. Au cours des années suivantes, elle remporte plusieurs titres de championne nationale et gagne des manches de Coupe du monde en keirin et en vitesse. En 2018, avec Kyra Lamberink, Shanne Braspennincx et Hetty van de Wouw, elle devient vice-championne du monde de vitesse par équipes, à Apeldoorn, à domicile.
Elle participe également aux Jeux olympiques de Tokyo en 2021. En vitesse par équipes, elle termine quatrième avec Shanne Braspennincx. Lors du keirin, elle chute en quart de finale et subit plusieurs fractures et un poumon contusionné. Ce n'est qu'au bout de deux semaines qu'elle peut quitter l'hôpital au Japon et retourner aux Pays-Bas. Elle fait son retour à la compétition en octobre de la même année lors du keirin des mondiaux de Roubaix.

## Vie privée
Van Riessen est en couple avec le pistard Matthijs Büchli.

## Palmarès en patinage de vitesse

### Jeux olympiques
- Jeux olympiques d'hiver de 2010 à Vancouver (Canada) :
  -  Médaille de bronze en 1 000 mètres

## Palmarès en cyclisme sur piste

### Jeux olympiques
- Rio 2016
  - 5e de la vitesse par équipes
  - 9e du keirin
  - 15e de la vitesse individuelle
- Tokyo 2020
  - 4e de la vitesse par équipes
  - 16e du keirin

### Championnats du monde
| Épreuve / Édition | 500 mètres | Keirin | Vitesse individuelle             | Vitesse par équipes |
| Londres 2016      | 6e         | 17e    | 10e                              | 6e                  |
| Hong Kong 2017    | 8e         | 7e     | 15e (éliminée en 1/8e de finale) | 6e                  |
| Apeldoorn 2018    |            | 4e     | 8e (éliminée en quart de finale) | Argent              |
| Pruszków 2019     |            | 7e     | 7e (éliminée en quart de finale) | 5e                  |

### Coupe du monde
- 2015-2016
  - 3e de la vitesse par équipes à Cambridge
- 2016-2017
  - 3e de la vitesse individuelle à Apeldoorn
- 2017-2018
  - Classement général de la vitesse
  - 2e de la vitesse à Manchester
  - 2e de la vitesse par équipes à Milton
  - 3e de la vitesse à Milton
  - 3e du keirin à Manchester
- 2018-2019
  - 1re du keirin à Berlin
  - 1re du keirin à Saint-Quentin-en-Yvelines
  - 3e de la vitesse  à Londres
- 2019-2020
  - 1re du keirin à Milton
  - 1re de la vitesse à Milton

### Coupe des nations
- 2022
  - 1re de la vitesse par équipes à Glasgow (avec Steffie van der Peet, Hetty van de Wouw et Kyra Lamberink)
  - 2e de la vitesse individuelle à Glasgow
  - 2e de la vitesse par équipes à Milton
  - 2e de la vitesse par équipes à Cali

### Ligue des champions
- 2022
  - 2e de la vitesse à Berlin

### Championnats d'Europe
| Édition / Épreuve | Vitesse par équipes | Vitesse |
| Granges 2015      | Bronze              |         |
| Munich 2022       |                     | Bronze  |

### Championnats nationaux
- 2015
  -  Championne des Pays-Bas du 500 mètres
  -  Championne des Pays-Bas du keirin
  -  Championne des Pays-Bas de vitesse
- 2016
  -  Championne des Pays-Bas de vitesse
- 2017
  -  Championne des Pays-Bas du keirin
  -  Championne des Pays-Bas de vitesse
- 2018
  -  Championne des Pays-Bas du keirin
  -  Championne des Pays-Bas de vitesse
- 2019
  -  Championne des Pays-Bas de vitesse
- 2021
  -  Championne des Pays-Bas de vitesse
  -  Championne des Pays-Bas du keirin